# Złotnikowe Wrótka
Złotnikowe Wrótka (słow. Rovienková priehyba) – wąska przełęcz znajdująca się w grani głównej Tatr w słowackiej części Tatr Wysokich. Złotnikowe Wrótka oddzielają masyw Graniastej Turni na wschodzie od Złotnikowej Czuby na północnym zachodzie. Na przełęcz tę nie prowadzą żadne znakowane szlaki turystyczne, jest ona dostępna jedynie dla taterników.
Nazwa Złotnikowych Wrótek, podobnie jak i innych podobnych obiektów, pochodzi od Złotnikowego Ogrodu w dolinie Rówienki.

## Historia
Pierwsze wejścia turystyczne:
- August Otto i Johann Hunsdorfer (senior), 20 lipca 1897 r. – letnie,
- Arno Puškáš i towarzysze, 3 marca 1955 r. – zimowe (pierwsze zarejestrowane, wchodzono już wcześniej).